# Anton Friesen
Anton Friesen (nascido em 15 de junho de 1985) é um político alemão da Alternativa para a Alemanha (AfD) e desde 2017 membro do Bundestag, o órgão legislativo federal.

## Vida e conquistas
Friesen nasceu em 1985 em Uspenka, Cazaquistão, e estudou ciência política no Otto-Suhr-Institut da Universidade Livre de Berlim de 2005 a 2011.
Friesen ingressou na recém-fundada AfD em 2013 e tornou-se membro do bundestag em 2017.
Friesen nega o consenso científico sobre as mudanças climáticas.